# Награда Мали печат
Награда „Мали Печат" је награда Графичког колектива из Београда.
У жирију за 2006. годину, у коме су били два графичара и историчар уметности је награду једногласно доделио Драгану Момирову за рад „Без назива“ рађен у техници алграфије.
Београдска општина Стари град је доделила још три равноправне откупне награде.
Награду је 2021. добио Алан Бећири за рад „Плави зец - 4+5 - лавиринт”. Награду 2022. године добио је Слободан Радојковић за дело Aarhus.